# Abbaran-e Jek
Abbaran-e Jek (perski: اب باران يك) – wieś w Iranie, w ostanie Chuzestan. W 2006 roku miejscowość liczyła 76 mieszkańców w 20 rodzinach.